# نياهي اوديرا

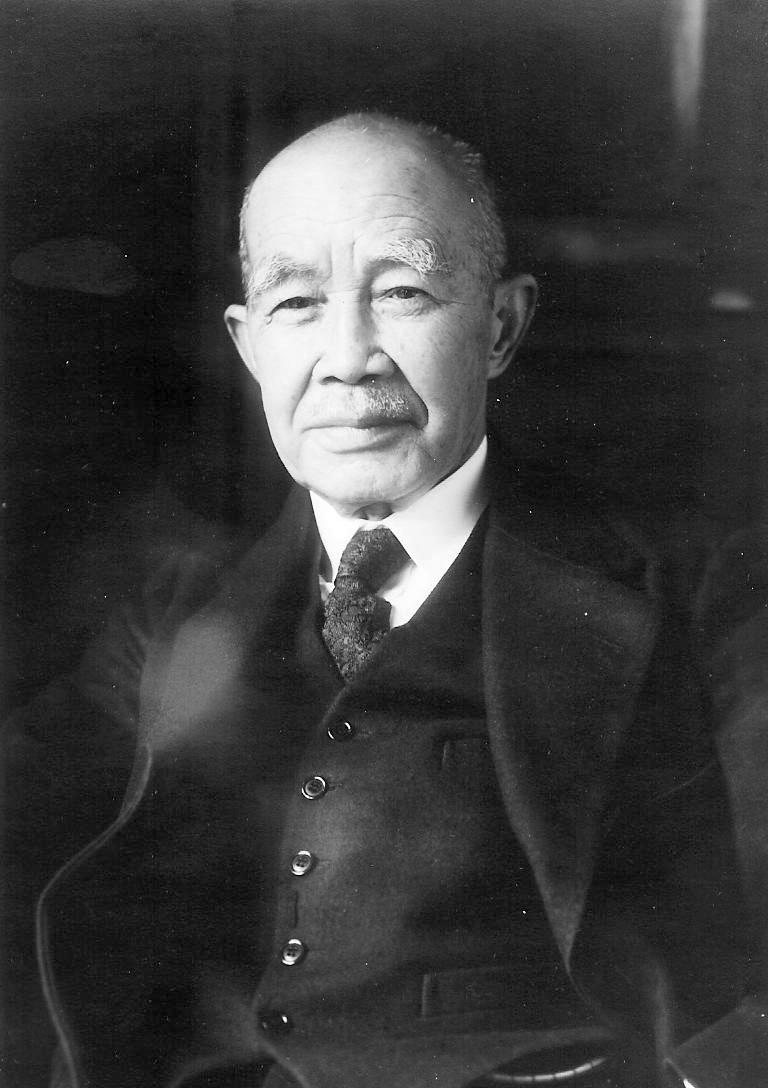
نياهي اوديرا

نياهي اوديرا (15 يناير 1874 - 5 اوكتوبر 1951) مقاول ياباني وفاعل خير اسس ما هو معروف الآن بشركة هيتاشي.
ولد في مدينة على بعد 100 كم من طوكيو، في 1900 تخرج من الهندسة الكهربائية من جامعة طوكيو الامبراطورية (جامعة طوكيو)
, بعد تخرجه عمل كمهندس في شركة تعدين ثم في عدة شركات كهربائية، وفي 1906 عمل في منجم تعدين هيتاشي للنحاس كرئيس مهندسين.
عمل وخمسة من زملاءه في صناعة محرك كهربائي (خمسة احصنة), وفي 1910 اسس نياهي شركة هيتاشي، وكان رئيس شركة التعدين هو مدير
الشركة وليس نياهي الذي كان مدير التعدين لهيتاشي من 1910 ولغاية 1929 , ثم من 1929 إلى 1947 أصبح مدير الشركة، حيث اُقيل
من منصبه بواسطة سلطات الاحتلال الأمريكية، ولكن القرار اُلغي في 1951 وعاد آلة منصبه.